# Bad Banks
Bad Banks ist eine deutsch-luxemburgische Fernsehserie. Die Fernsehserie wurde 2017 von Letterbox Filmproduktion und Iris Productions in Koproduktion mit dem ZDF und arte produziert. Die erste Staffel wurde im Februar 2018 erstmals ausgestrahlt, die zweite Staffel folgte im Februar 2020.

## Handlung

### Staffel 1
Im Mittelpunkt steht die junge Investmentbankerin Jana Liekam, die als Finanz-Strukturiererin bei der „Crédit International Financial Group“ in Luxemburg arbeitet. Unmittelbar nach ihrer Entlassung wechselt sie, dank der Hilfe ihrer ehemaligen Chefin Leblanc, zur „Deutschen Global Invest“ (DGI) nach Frankfurt.
Für diese Empfehlung fordert Leblanc später Insiderinformationen über ihren neuen Arbeitgeber. Jana findet heraus, dass die DGI ihre Bilanz manipuliert hat. Die DGI hat ein gescheitertes Finanzprodukt an eine geheime Tochtergesellschaft, also an sich selbst, verkauft.
Jana macht weiter Karriere und ihr wird die Finanzierung des Städtebauprojekts Leipzig 2025 übertragen. Sie findet dabei heraus, dass die Crédit International und die Deutsche Global fusionieren wollen und Leblanc Interesse am Chefposten des Investmentbankings hat.
Das Wissen um die Bilanzmanipulation nutzt sie zu ihrem Vorteil und stürzt die DGI durch einen Leak in eine Krise. In einer staatlichen Rettungsaktion werden die beiden Investmentbanken zwangsfusioniert. Jana verdient daran durch Insiderhandel mehrere Millionen. Gemeinsam mit zwei Kollegen aus ihrem Leipzig-Projektteam beschließt sie, weiter für die Bank zu arbeiten und ihr Wissen über die Führungskräfte für ihre Karrieren zu nutzen.

### Staffel 2
Die zweite Staffel spielt mit realistischem Bezug in der Welt der Fintechs und Robo-Advisors.

## Besetzung
| Rolle              | Schauspieler      | Episoden | Rollenbeschreibung                                                                                    |
| ------------------ | ----------------- | -------- | --- |
| Jana Liekam        | Paula Beer        | 1–       | Investmentbankerin bei der Crédit International Financial Group, wechselt zur Deutschen Global Invest |
| Gabriel Fenger     | Barry Atsma       | 1–       | Investmentchef bei der Deutschen Global Invest                                                        |
| Christelle Leblanc | Désirée Nosbusch  | 1–       | Investmentchefin bei der Crédit International Financial Group                                         |
| Adam Pohl          | Albrecht Schuch   | 1–       | Investmentbanker bei der Deutschen Global Invest                                                      |
| Thao Hoang         | Mai Duong Kieu    | 1–       | Investmentbankerin bei der Deutschen Global Invest                                                    |
| Quirin Sydow       | Tobias Moretti    | 1–       | Finanzvorstand bei der Deutschen Global Invest                                                        |
| Luc Jacoby         | Marc Limpach      | 1–       | Investmentbanker bei der Crédit International Financial Group                                         |
| Robert Khano       | Jean-Marc Barr    | 1–       | Vorstandsvorsitzender bei der Deutschen Global Invest                                                 |
| Ties Jacoby        | Germain Wagner    | 1–       | Vorstandsvorsitzender bei der Crédit International Financial Group                                    |
| Noah Weisz         | Jeff Wilbusch     | 1–6      | Lebensgefährte von Jana Liekam (nur Staffel 1)                                                        |
| Peter Schultheiß   | Jörg Schüttauf    | 1–6      | Oberbürgermeister von Leipzig, verantwortlich für das Stadtentwicklungsprojekt Leipzig 2025           |
| Ben Kaufmann       | Noah Saavedra     | 7–       | Gründer und CEO des FinTechs GreenWallet                                                              |
| David Kubiak       | Tedros Teclebrhan | 7–       | Code-Entwickler des FinTechs Fin21                                                                    |
| Liam Atwood        | Patrick Dewayne   | 1–       | Investmentbanker bei der Deutschen Global Invest                                                      |

## Ausstrahlung
Die ersten beiden Episoden wurden am 21. Februar 2018 im Rahmen der Berlinale 2018 im Zoo Palast uraufgeführt. Bereits einen Tag später waren alle sechs Folgen über die arte-Mediathek und ZDFmediathek abrufbar. Innerhalb der ersten Woche wurde die Serie insgesamt rund 1,3 Millionen Mal abgerufen. Die Erstausstrahlung im linearen Fernsehen erfolgte am 1. März 2018 mit den Folgen eins bis vier auf arte sowie am 2. März 2018 mit den beiden letzten Folgen. Vom 3. bis 5. März wurden die Folgen im ZDF ausgestrahlt. Die DVD und Blu-ray erschien am 3. März.
Die zweite Staffel war ab 30. Januar 2020 in der arte-Mediathek und ab dem Folgetag in der ZDFmediathek aufrufbar. Die Fernsehausstrahlung erfolgte am 6. und 7. Februar 2020 auf arte und vom 8. bis 10. Februar 2020 im ZDF.

## Kritiken
„Eine der großen Stärken von ‚Bad Banks‘ liegt darin, dass uns der Drehbuchautor Oliver Kienle Erklärdialoge erspart, denen man im öffentlich-rechtlichen Fernsehen sonst unentwegt begegnet. Wir bewegen uns unter Figuren, die in denglischem Investment-Sprech unter extremem Druck hochkomplexe Finanzprodukte verticken; und bis auf eine Szene, in der ein Versuch, verständlich zu machen, was sie da genau tun, mehr parodiert als unternommen wird – Luc (Marc Limpach), zu Sozialstunden verdonnerter Banker in der Sinnkrise, textet Obdachlose in der Suppenküche zu –, steht das alles für sich.“

„Das Thriller-Element klappt in der Pilotepisode sehr gut. Für die kurze Zeit, die die Serienmacher darin nur haben, um ihre Welt zu etablieren, ziehen sie uns in Rekordzeit rein. Sie schaffen selbst den nur selten erreichten Grad, selbst Zuschauern, die nichts von der Börse verstehen, das Gefühl zu geben, die Hintergründe der jeweiligen Story zu checken, ohne uns dabei zu überfordern und alleine zu lassen. Wenn die Hauptfigur die hohen Erwartungen auf Dauer erfüllen kann, haben wir hier eine sehr sehenswerte Serie an der Hand.“

## Produktion
Ende April 2019 war die zweite Staffel abgedreht. Die Produktionskosten betrugen knapp zehn Mio. Euro, zwei Millionen mehr als für die erste Staffel.

## Auszeichnungen
- 2018: Deutscher Schauspielpreis – Schauspielerin in einer Hauptrolle (Paula Beer) und Schauspieler in einer Hauptrolle (Barry Atsma)[11]
- 2018: Hessischer Filmpreis – Sonderpreis (Christian Schwochow, Lisa Blumenberg)[12]
- 2018: Bambi – Schauspielerin National (Paula Beer)
- 2018: Deutsche Akademie für Fernsehen:
  - Auszeichnung in der Kategorie Casting für Anja Dihrberg
  - Auszeichnung in der Kategorie Produktion für Lisa Blumenberg
  - Auszeichnung in der Kategorie Redaktion/Producing für Caroline von Senden, Alexandra Staib, Andreas Schreitmüller und Uta Cappel
  - Auszeichnung in der Kategorie Schauspieler – Hauptrolle für Barry Atsma
  - Auszeichnung in der Kategorie Schauspieler – Nebenrolle für Albrecht Schuch
  - Auszeichnung in der Kategorie Schauspielerin – Nebenrolle für Désirée Nosbusch
- 2018: Deutscher Regiepreis Metropolis:
  - Auszeichnung in der Kategorie Beste Regie TV-Serie/Serienfolge für Christian Schwochow
- 2019: Deutscher Fernsehpreis
  - Auszeichnung in der Kategorie Beste Drama-Serie
  - Auszeichnung in der Kategorie Beste Regie für Christian Schwochow
  - Nominierung in der Kategorie Beste Schauspielerin für Désirée Nosbusch und Paula Beer
  - Nominierung in der Kategorie Bestes Buch für Oliver Kienle, Jana Burbach und Jan Galli
  - Nominierung in der Kategorie Beste Kamera für Frank Lamm
- 2019: Grimme-Preis
  - Auszeichnung in der Kategorie Serie
- 2019: Romy[13]
  - Nominierung in der Kategorie Beste TV-Serie
  - Auszeichnung in der Kategorie Bestes Buch TV-Fiction[14]